# Grande synagogue de Lyon
La grande synagogue de Lyon est un édifice cultuel juif situé à Lyon dans la métropole de Lyon, en région Auvergne-Rhône-Alpes.
Cette synagogue est édifiée au bords de la Saône par l’architecte Abraham Hirsch.

## Présentation
Situé au 13, quai Tilsitt dans le 2e arrondissement de Lyon, l'édifice est construit de 1863 à 1864 dans un style néo-byzantin par le jeune architecte juif Abraham Hirsch. Il est inscrit à l'inventaire des monuments historiques depuis 1984.

## Historique

### La construction
Au début du XIXe siècle, les juifs de Lyon sont peu nombreux et leur communauté est initialement rattachée au consistoire de Marseille. Devant l'accroissement de la population juive, un rabbinat communal est constitué le 11 novembre 1849. Un premier lieu de prière, situé dans une salle louée rue Écorche-Bœuf (actuellement dénommée rue Port-du-Temple), sera remplacé à l'expiration de son bail, par un appartement rue Bellecordière, puis le 25 juin 1850 est inauguré un temple rue du Peyrat (aujourd'hui rue Antoine de Saint-Exupéry).
Le 23 octobre 1857, l'empereur Napoléon III, par décret, crée un consistoire régional regroupant les communautés des départements du Rhône, de la Loire, de l'Isère, de l'Ain, du Jura, de Saône-et-Loire et du Doubs. Le 4 juin 1858, le premier grand-rabbin régional prend ses fonctions et le 5 décembre de la même année, le consistoire adopte ses statuts.
Le 4 mai 1858, un nouveau temple ouvre place Bellecour dans une salle louée, mais la communauté désire construire une synagogue qui puisse dignement la représenter. Le 5 décembre 1859, le consistoire sollicite auprès du sénateur Claude-Marius Vaïsse, préfet de Lyon, un terrain afin d'y construire une synagogue. Le 3 septembre 1860, la ville de Lyon propose à la communauté un terrain situé au Jardin des Plantes, montée des Carmélites dans le 1er arrondissement. La commission de construction, spécialement créée le 6 mars 1861 pour gérer le projet de construction de la synagogue, émet un avis défavorable quant à l'emplacement proposé par la mairie et suggère le domaine des douanes situé quai Tilsitt qui lui est refusé.

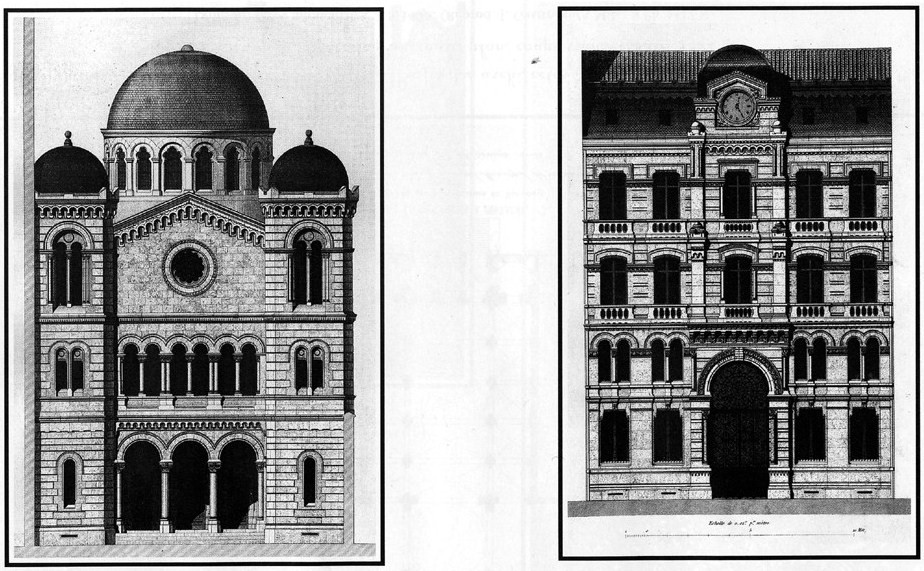
Plan d'architecte :
à gauche, la façade sur cour ; à droite, la façade sur rue. Lithographie de Lebel d'après Abraham Hirsch

Le 6 mars 1862, Joseph Kuppenheim est élu président du consistoire. Il propose un lieu de culte provisoire, la salle des Monnaies. Le 28 mars suivant, la municipalité offre un terrain situé quai Tilsitt, l'ancien grenier à sel, de 19 mètres de façade et d'une superficie de 759 m2 en échange du terrain du Jardin des Plantes, moyennant une soulte de 25 000 francs. Les travaux sont confiés au jeune architecte juif Abraham Hirsch (1828-1913) qui devient plus tard l'architecte officiel de la ville de Lyon,. Les travaux sont estimés à environ 1 175 000 francs, et le 10 avril, le consistoire émet des obligations pour obtenir cette somme.
Le 20 mai 1863, a lieu la pose de la première pierre, et l'inauguration officielle en présence des autorités civiles, militaires et des représentants des autres religions se déroule le 23 juin 1864.

### La Seconde Guerre mondiale
En 1941, la synagogue devient le siège local de'l'Ugif avant que cette dernière soit transférée à la montée des Carmélites.
La ville de Lyon reçoit un flux important de réfugiés juifs venant de toute la France. Le.grand-rabbin de Lyon Bernard Schonberg. est arrêté le 26 mai 1943 puis déporté à Auschwitz. La synagogue n'est fermée que deux mois pendant l'été 1944.
Le vendredi 10 décembre 1943, alors que l'office du soir a commencé depuis vingt minutes, l'officiant entonne le cantique Lekha Dodi et, comme le veut la tradition se retourne ainsi que les fidèles en direction de la porte pour accueillir le chabbat. À ce moment-là, deux grenades sont lancées dans la synagogue par des individus réussissant à s'enfuir en voiture. Le fait qu'il n'y ait que huit blessés légers s'explique par la position des fidèles au moment de l'attentat. Les agresseurs ne seront jamais identifiés.
Le 13 juin 1944, la milice française pénètre dans la synagogue et arrête toutes les personnes présentes. Le secrétaire du consistoire et le premier ministre officiant sont arrêtés, ainsi que le concierge et sa femme ainsi que la femme de ménage. Toutes les personnes arrêtées ce jour-là sont d'abord internées à la prison Montluc avant d'être transférées le 30 juin au camp de Drancy, puis déportées à Auschwitz le 31 juillet suivant.
Dans son témoignage du 12 avril 1945, Eugène Weill mentionne que quand il se rendit à la synagogue le 2 septembre 1944, jour de la libération de Lyon :
« la synagogue [se trouve] dans un état abominable, la salle du temple a servi de local de beuverie aux miliciens, les plaques commémoratives des soldats tués pendant la première guerre, ont servi de cibles, les rouleaux de la Torah également, il y a encore des douilles sur le sol, lustres, chaises et bancs ont été saccagés, les livres de prières éparpillés. »
À la Libération, le rabbin David Feuerwerker devient le grand-rabbin de Lyon et le demeure pendant deux ans. Il abolit l'usage de l'orgue dans la synagogue lors des offices du Chabbat et des jours de fêtes.

### Travaux de restauration
La grande synagogue, comme la basilique Notre-Dame de Fourvière, édifiée entre 1872 et 1884, a bénéficié de nombreuses avancées technologiques de la fin du XIXe siècle, dont certaines encore mal maîtrisées à l'époque. Le bâtiment se dégrade rapidement et des infiltrations d'eau sous les voûtes et dans les nefs latérales menacent de desceller les pierres de l'édifice. Une première tranche de travaux, de mise en sécurité du bâtiment, est estimée à 400 000 euros. Pour cela, le consistoire, sous la présidence de Marcel Dreyfus, fait appel à la ville de Lyon, à la région et aux départements. Il compte aussi sur la générosité de ses donateurs et sur le produit de plusieurs ventes aux enchères.
La synagogue est inscrite au titre des monuments historiques par arrêté du 5 décembre 1984.
Lors de la séance du 14 janvier 2008, le conseil municipal attribue une subvention de 90 197 euros, correspondant à 50 % des travaux de couverture-zinguerie et 50 % des travaux de réfection de la façade sur le quai. Cette délibération est confirmée par celle du 23 juin suivant approuvant la convention d’objectifs et de moyens et définissant les obligations respectives de la ville de Lyon et de l’Association cultuelle israélite ainsi que les modalités d’octroi de la subvention.

### De nos jours
Le consistoire lyonnais, situé dans les bâtiments annexes de la synagogue est la plus ancienne institution juive de Lyon et coordonne les activités éducatives et culturelles des différentes synagogues de la région Rhône-Alpes-Centre. Elle est aussi responsable de nombreuses actions sociales d'aides aux personnes nécessiteuses et malades. Il y a actuellement à Lyon, environ 40 000 juifs et 35 synagogues ou oratoires, recouvrant toutes les tendances du judaïsme français.
Depuis 2015 le rabbin de la synagogue est Nissim Malka, et Gilles Kahn, le hazzan (chantre).

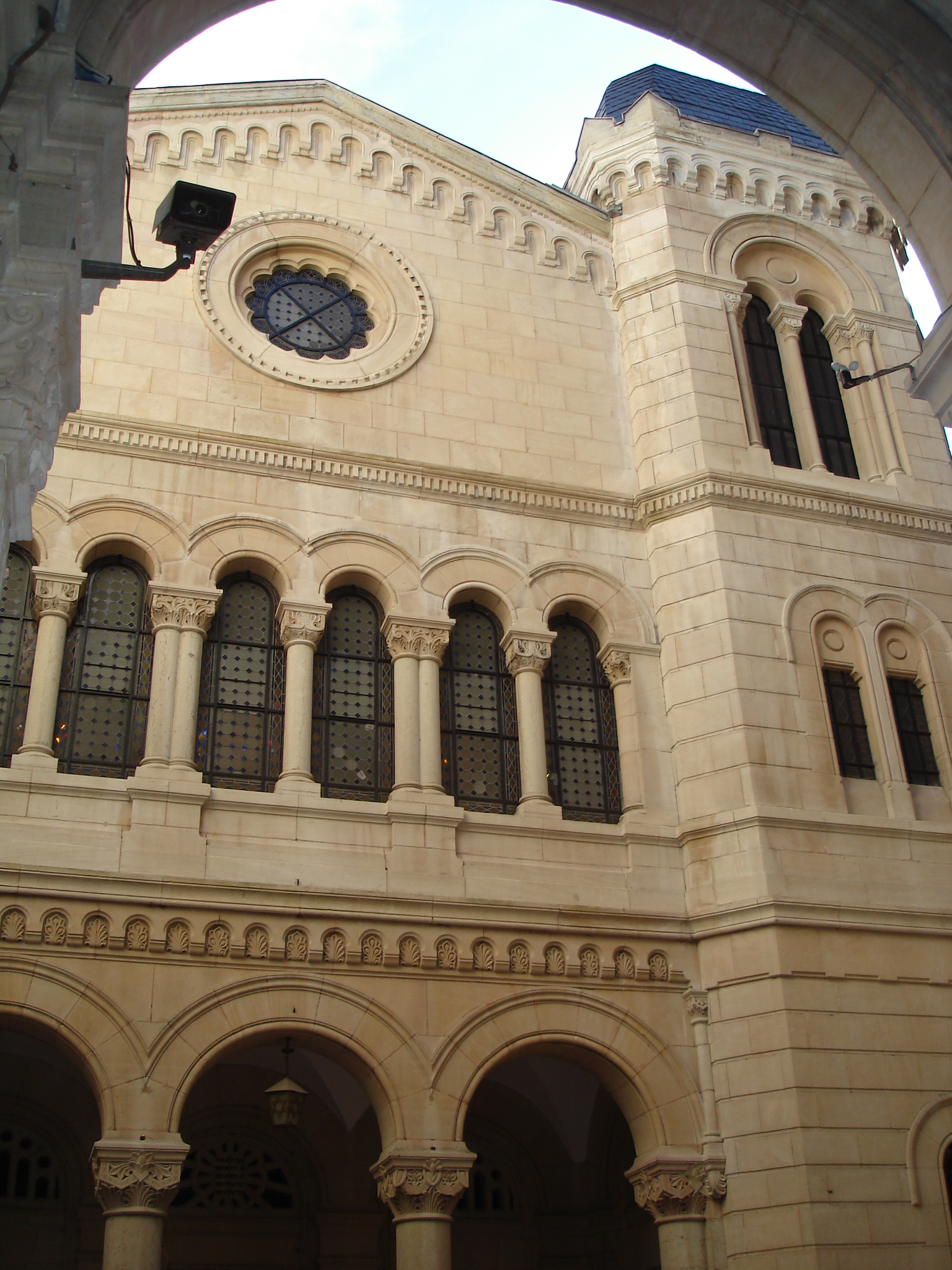
La façade du bâtiment sur la cour

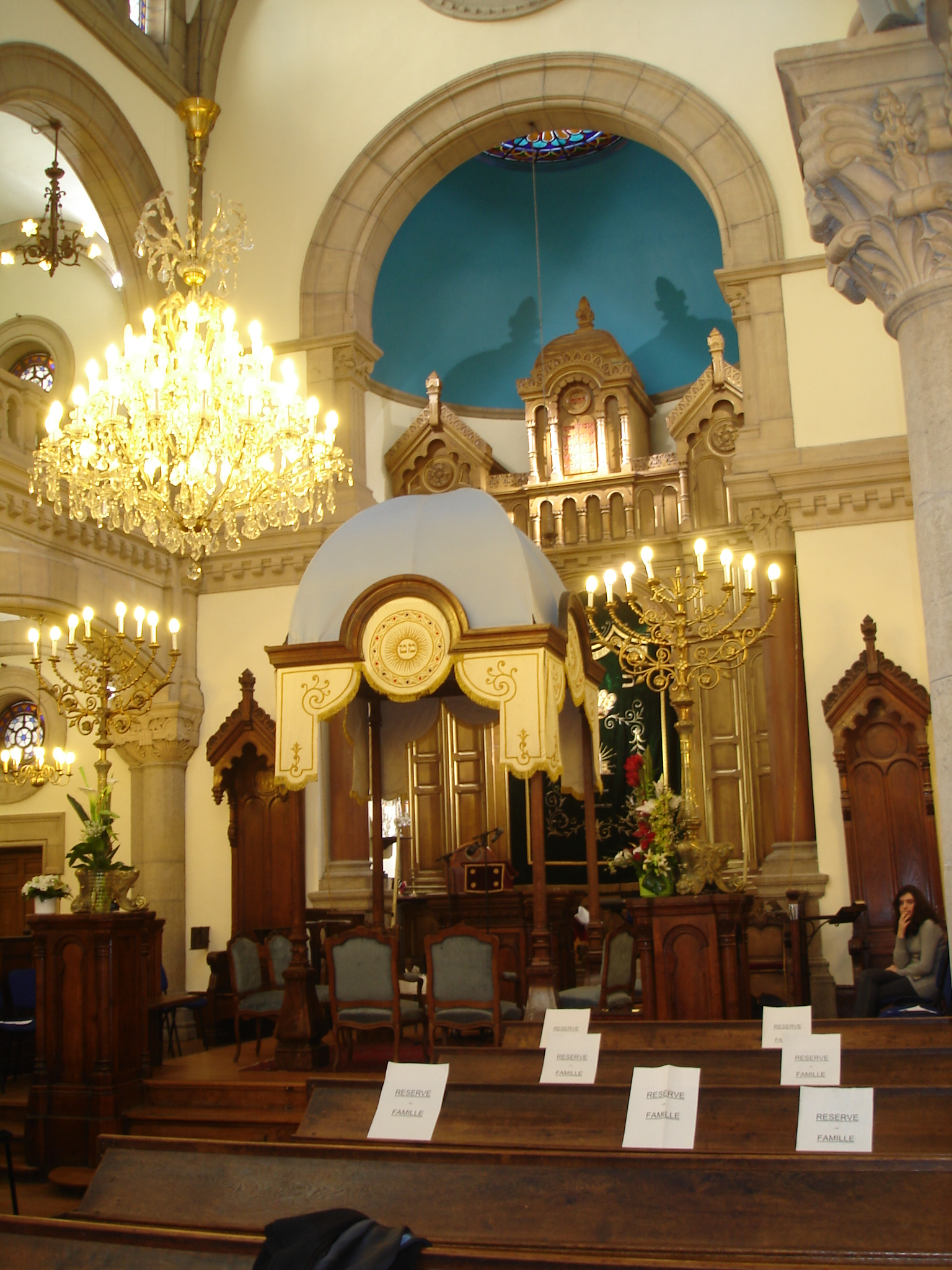
L'Arche sainte et la Bimah

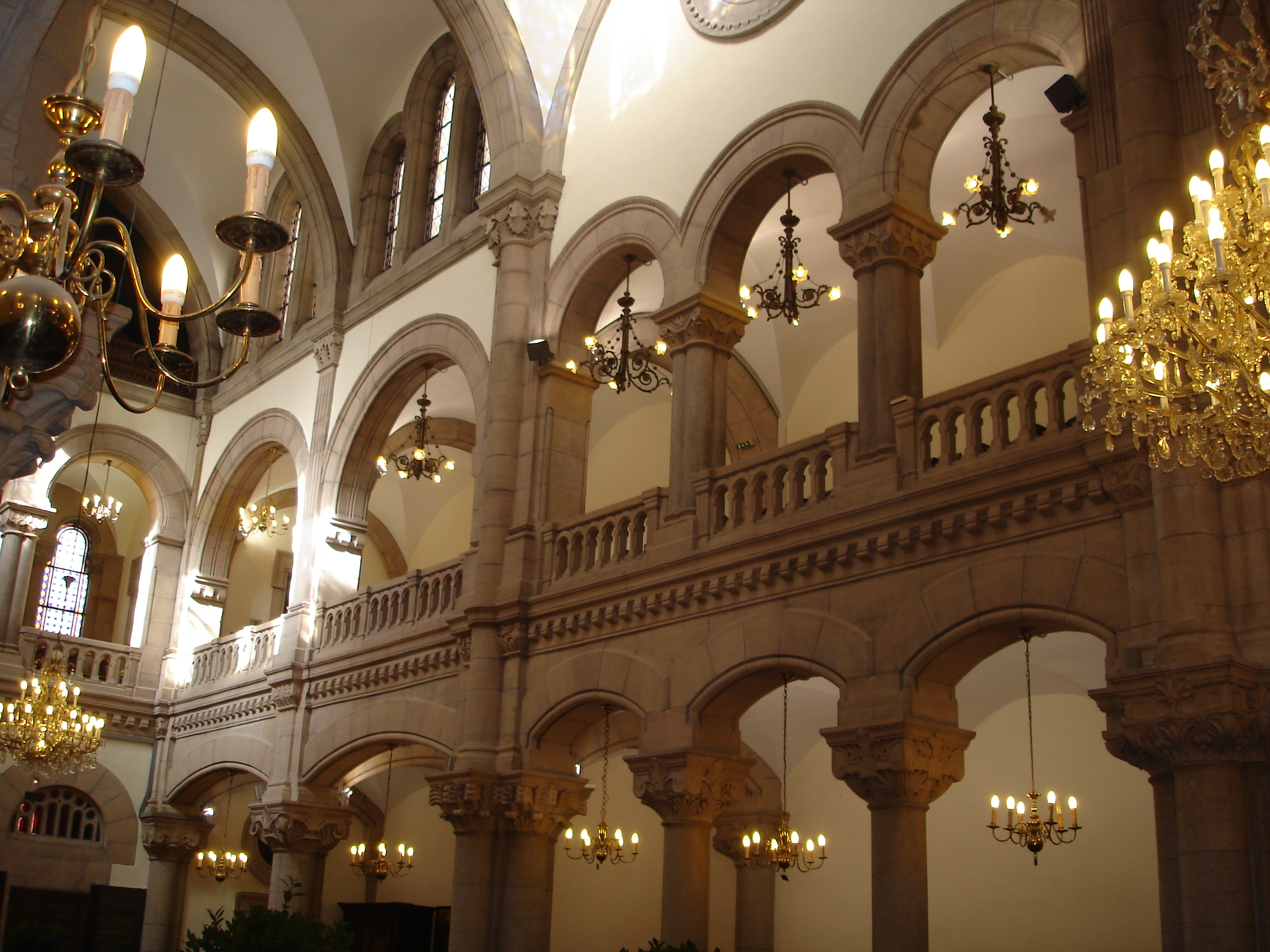
La galerie des femmes

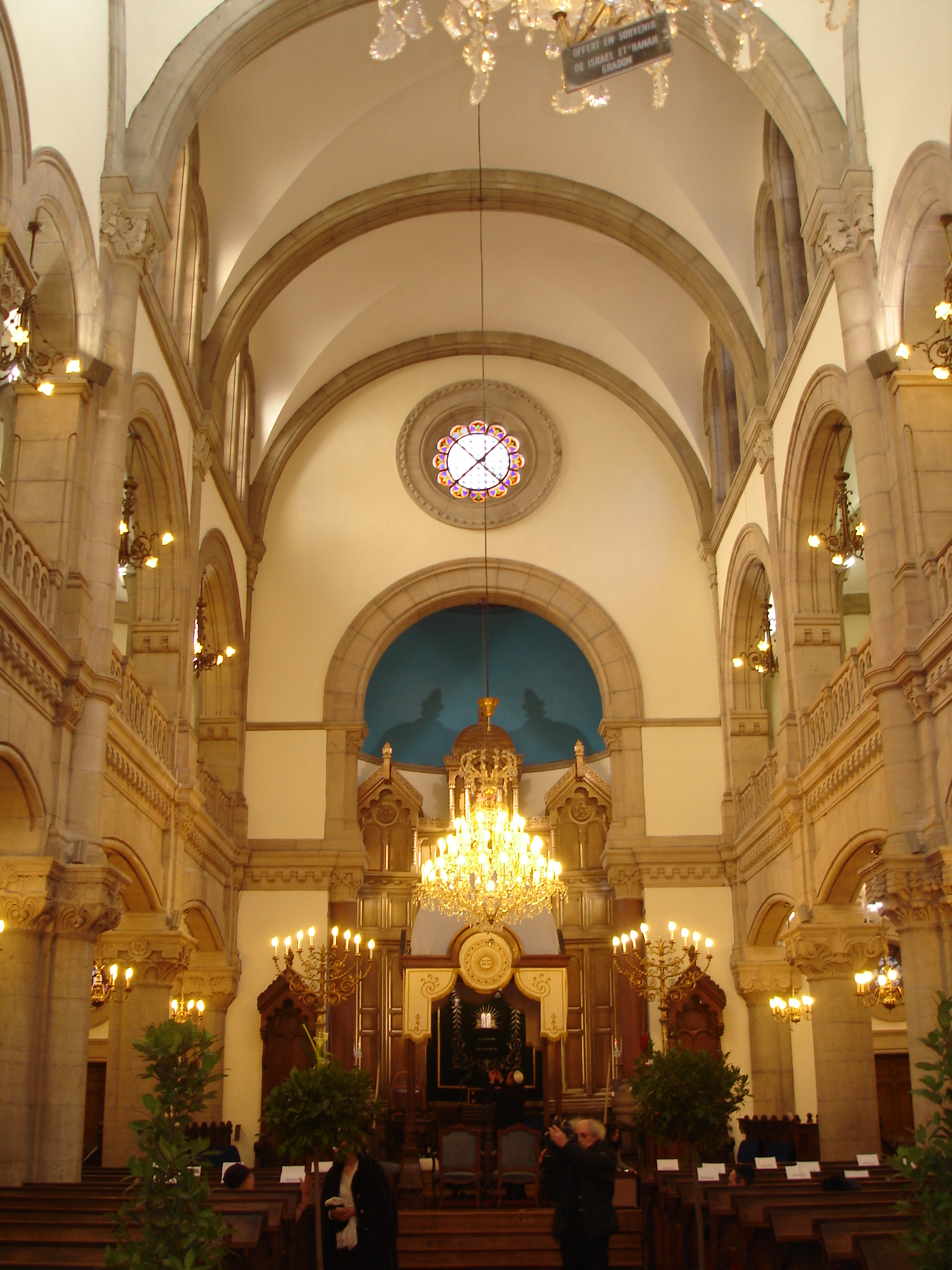
Vue générale de l'intérieur

## Architecture
La synagogue se compose de deux bâtiments : l'un dont la façade donne sur le quai Tilsitt, d'une surface de 160 mètres carrés ; et l'autre d'une surface de 550 mètres carrés, en retrait, séparé du premier bâtiment par une petite cour de 120 mètres carrés de surface. Le bâtiment sur rue, dont rien ne révèle le caractère religieux, accueille les bureaux du consistoire, les bureaux du Grand-Rabbin et du rabbin, un petit oratoire pour les offices durant la semaine ainsi qu'une salle de conférence et des salles de cours pour le Talmud Torah. On accède au bâtiment sur cour, en passant par un porche situé en dessous du premier bâtiment, fermé par une grille en fer forgé.
Un petit vestibule, ouvert sur la cour par trois arches à arc plein cintre, permet d'accéder à la salle de prières par trois portes en bois. Cette grande pièce rectangulaire est divisée en trois parties : la nef centrale, de la hauteur du bâtiment ; et de chaque côté les collatéraux, moins hauts, séparés de la nef centrale par douze colonnes rappelant les douze tribus d'Israël. Chacune des colonnes est surmontée d'un chapiteau de style différent corinthien ou composite. De chaque côté, au-dessus des collatéraux et au-dessus du vestibule d'entrée, se trouve la galerie réservée aux femmes, avec balustrades à colonnettes en pierre.
Au centre de la nef centrale s'élève la coupole, peinte en bleu, supportée par un tambour percé de seize fenêtres à arc en plein cintre, apportant une lumière naturelle à la salle. À l'extrémité de la nef centrale, vers l'est, se trouve une abside semi-circulaire où est située l'Arche sainte en bois sculpté, contenant les rouleaux de Torah. La porte de l'Arche est cachée par un paro'het (rideau) en velours vert brodé. L'abside est surmontée d'une petite coupole peinte aussi en bleu avec en son centre un vitrail. La Bimah en bois surmonté d'un dais en tissus porté par quatre piliers en bois, est située juste devant l'Arche.
Au-dessus de la porte d'entrée, au deuxième étage, l'orgue à buffet en bois est très endommagé et nécessite une profonde restauration. C'est l'ancien orgue de la basilique Saint-Martin d'Ainay, vendu en 1864 à la synagogue lors de sa construction.
La synagogue comprend 320 stalles en bois au rez-de-chaussée réservées pour les hommes et 235 dans la galerie au premier étage pour les femmes.

## Galerie

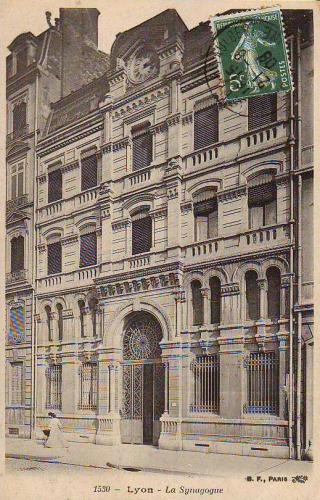
La synagogue en 1908, ancienne carte postale
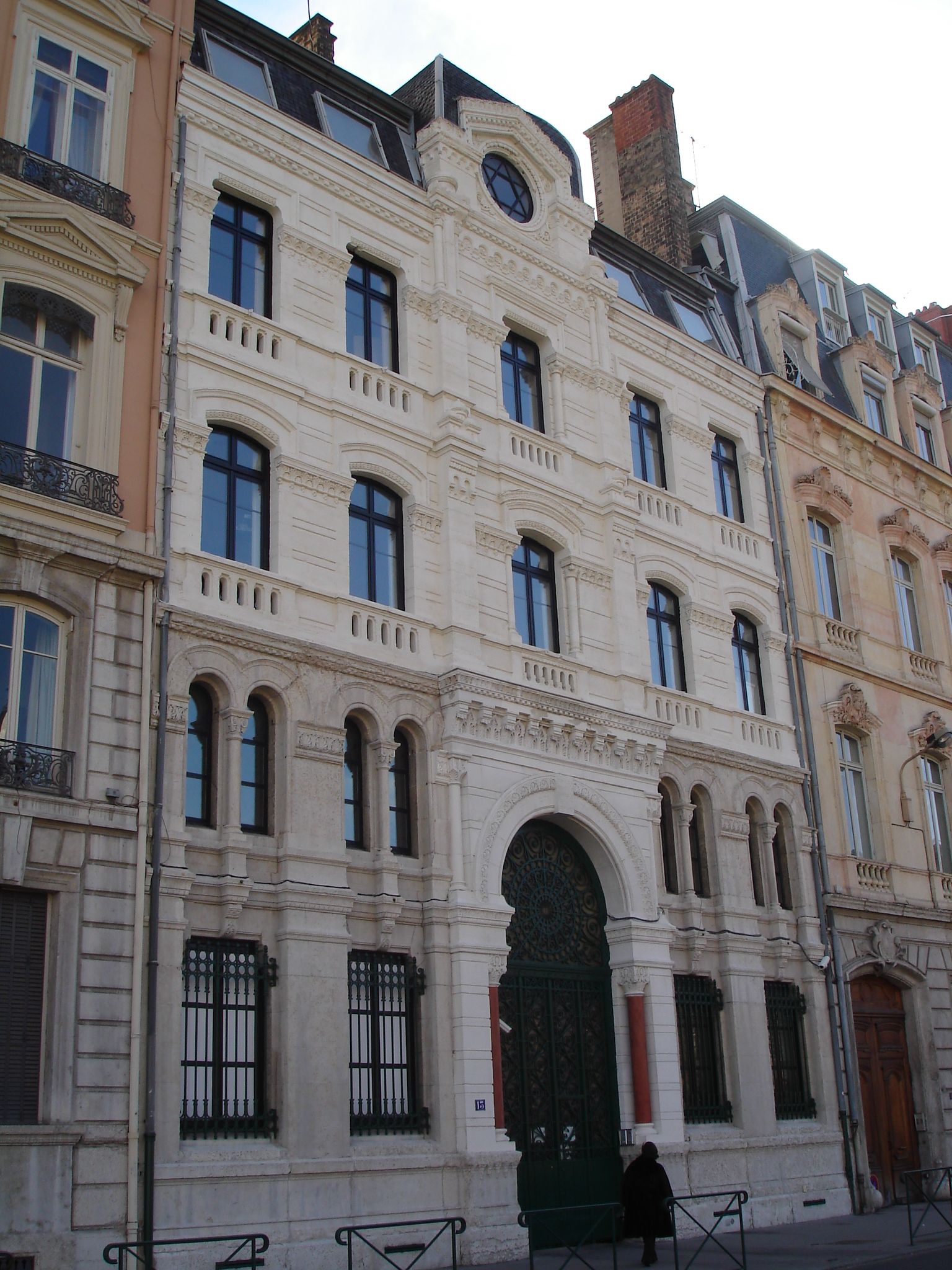
Façade sur le quai Tilsitt
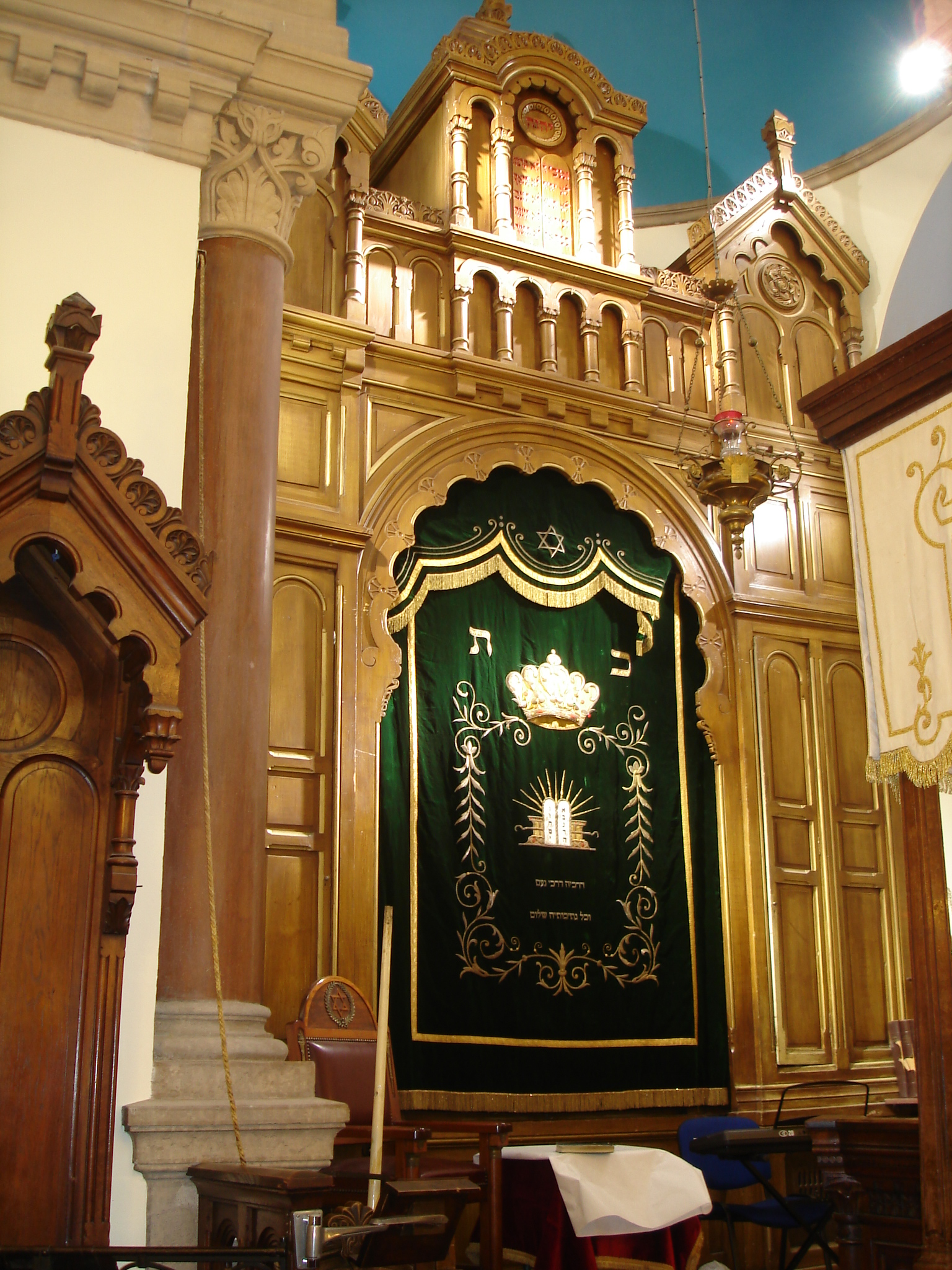
L'Arche Sainte
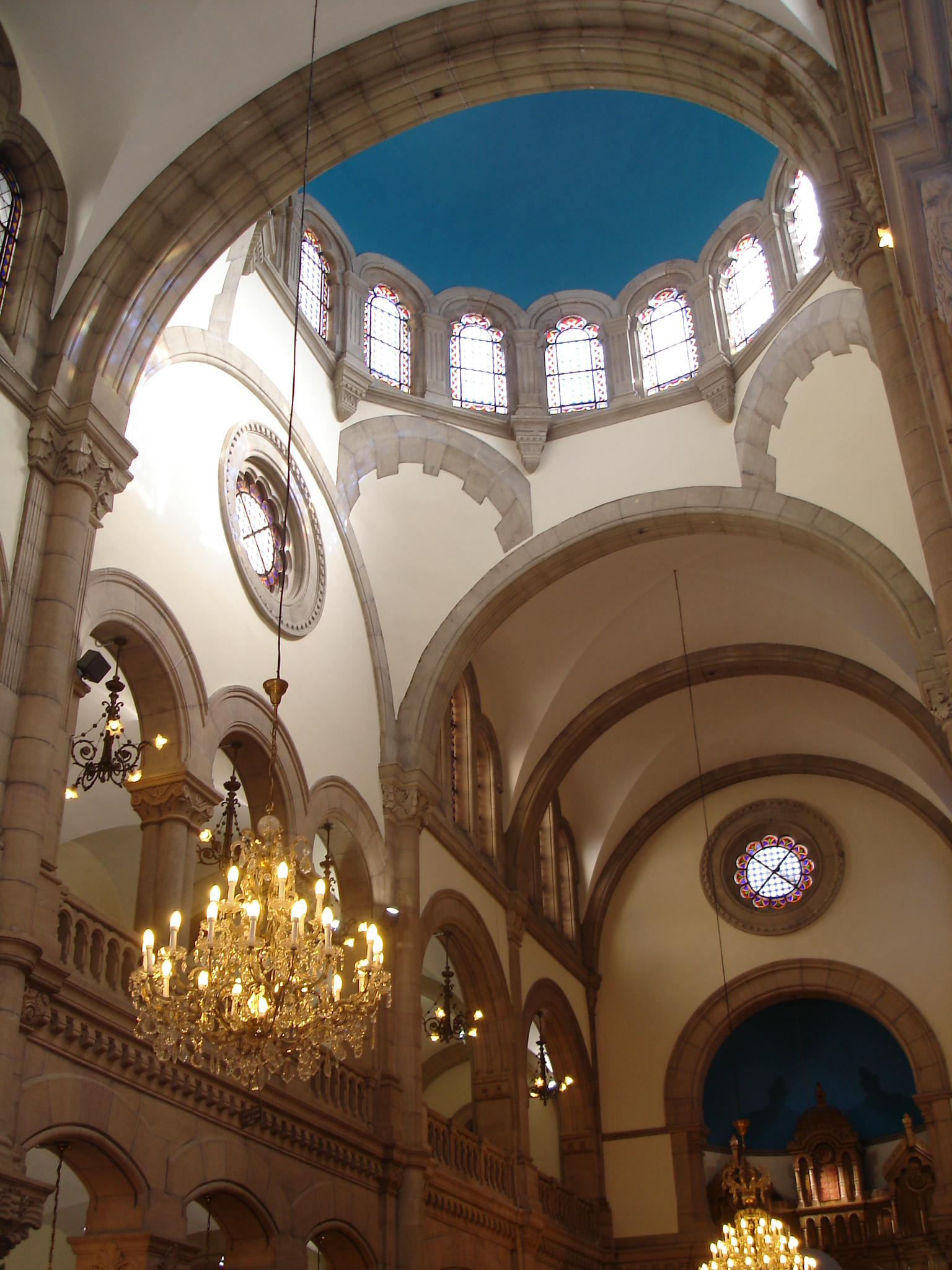
Le dôme
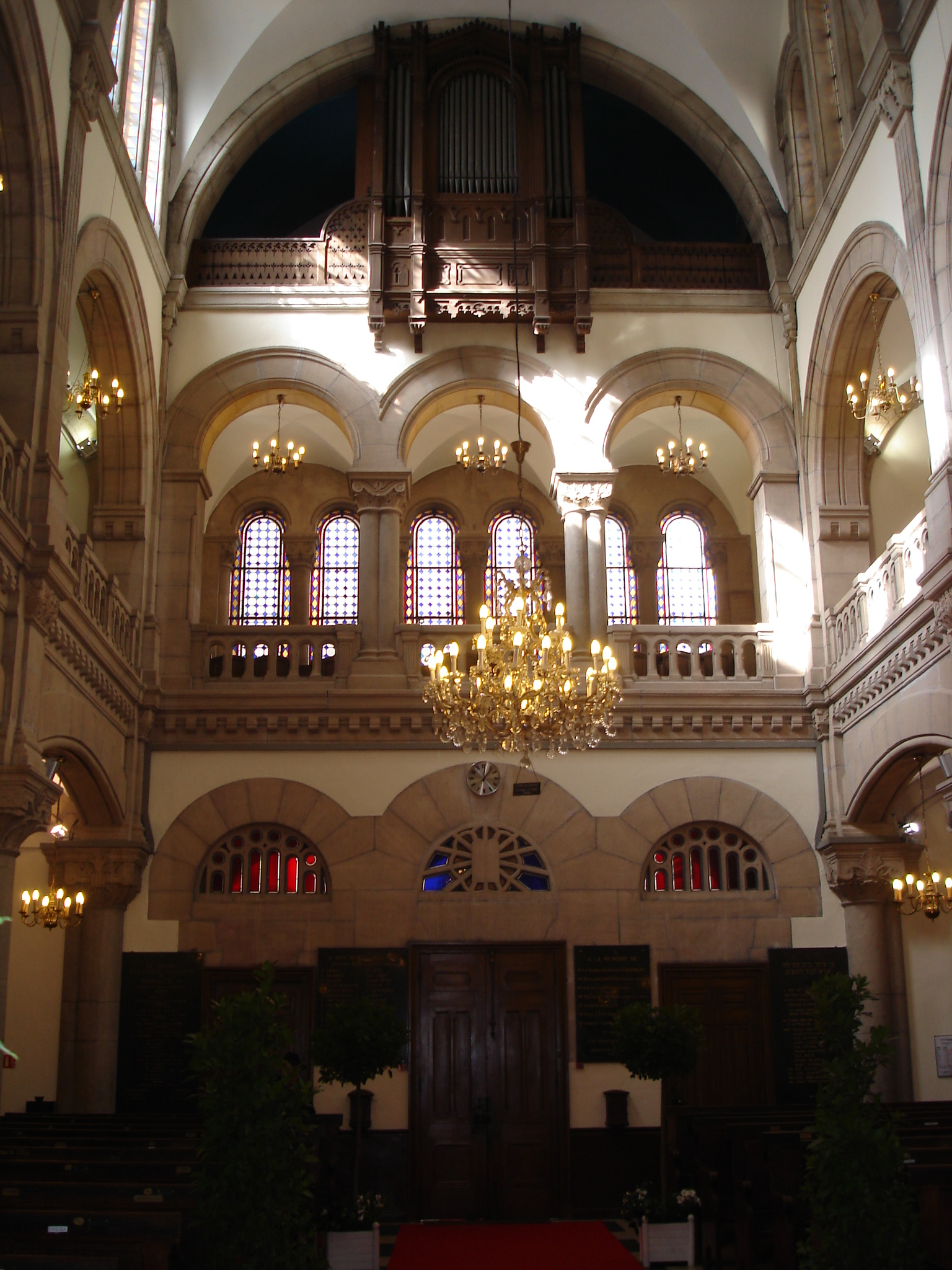
L'entrée et l'orgue